# Bodnár M. István
Bodnár M. István (1958–) az ELTE Ókori és Középkori Filozófia Tanszékének docense. Kutatási területe az antik filozófia- és tudománytörténet.

## Szakmai életút
Egyetemi tanulmányait 1976 és 1983 között folytatta a budapesti Eötvös Loránd Tudományegyetemen, ahol filozófiát, angol és latin filológiát végzett.
Kandidátusi disszertációját Ruzsa Imre témavezetésével írta Parmenidész filozófiájáról.
2001 óta vendég-docens a Közép-Európai Egyetemen (CEU).

## Könyvek, szövegkiadások
1. (szerk., Máté Andrásal és Pólos Lászlóval) Intensional Logic, History of Philosophy, and Methodology : to Imre Ruzsa on the Occasion of his 65th Birthday, Budapest, 1988, 256 o.
2. Facinus de Ast, Opera philosophica I: Tractatus de maximo et minimo, in: Archives d'histoire doctrinale et littéraire du moyen age 64 (1997), 405–437, és Opera philosophica II: Questiones super libros Physicorum, in: Archives d'histoire doctrinale et littéraire du moyen age 65 (1998), 331–414.
3. (szerk., William W. Fortenbaugh-val) Eudemus of Rhodes (Rutgers University Studies in Classical Humanities, vol. XI) New Brunswick, N.J. – London: Transaction, 2002, ix + 383 o.
4. (szerk., Betegh Gáborral, Lautner Péterrel és Geréby Györggyel) Töredékes hagyomány: Steiger Kornélnak[halott link], Budapest: Akadémiai, 2007, 390 o.
5. Oenopides of Chius: A survey of the modern literature with a collection of the ancient testimonia (Preprint 327) Berlin: Max-Planck-Institut für Wissenschaftsgeschichte, 2007, 35 o.
6. A politikum filozófiája. Bence György emlékkönyv; szerk. Pogonyi Szabolcs, Bodnár M. István, Borbély Gábor; Gondolat, Bp., 2010
7. On Aristotle Physics 8.1-5 / Simplicius; ford. Bodnár István, Michael Chase, Michael Share; Bloomsbury, London, 2014 (Ancient commentators on Aristotle)